# Parapocryptes serperaster
Parapocryptes serperaster es una especie de peces de la familia de los Gobiidae en el orden de los Perciformes.

## Morfología
Los machos pueden llegar a alcanzar los 23 cm de longitud total.

## Hábitat
Es un pez de clima tropical.

## Distribución geográfica
Se encuentra en Camboya, la China, la India, Indonesia, Malasia, Birmania, Singapur, Taiwán, Tailandia y el Vietnam, incluyendo el delta del Mekong.

## Observaciones
Es inofensivo para los humanos. 